# بغازقلعه
بوُغازقلعه (به ترکی استانبولی: Boğazkale) یک منطقهٔ مسکونی در ترکیه است که در استان چوروم واقع شده‌است. هاتوسا (خاتوشا، خاتوشاش) پایتخت امپراتوری هیتی بود که در نزدیکی بغاز کوی که امروزه بوغاز قلعه نامیده می‌شود جای گرفته بود. سنگ‌نبشته میتانی نیز در سال ۱۹۰۸ میلادی توسط وینکلر خاورشناس آلمانی در همین بغازکوی واقع در نزدیکی آنکارا، یافت شد.